# Fundación Caja Navarra
La Fundación Caja Navarra es una fundación, heredera de la que fuera la caja de ahorros principal de Navarra (Caja de Ahorros y Monte de Piedad de Navarra, conocida por su marca comercial "Caja Navarra" y su acrónimo "CAN") con sede en su capital, Pamplona. La actividad de la fundación consiste en el mantenimiento del patrimonio cultural y la obra social que anteriormente desarrollaba la caja.
En 2010, integró su negocio financiero junto con los de Cajasol, CajaCanarias y Caja de Burgos en el SIP Banca Cívica, el cual fue absorbido por CaixaBank el 3 de agosto de 2012. Como consecuencia de perder su negocio financiero, Caja Navarra tuvo que convertirse en una fundación.
En enero de 2013, se disolvió el consejo de Caja Navarra y se nombró una gestora técnica para la nueva fundación. El 18 de julio de 2013, quedó inscrita en el Registro de Fundaciones de Navarra la Fundación Caja Navarra. El 31 de julio de 2014, se transformó en una fundación bancaria.
El 26 de marzo de 2021, la Fundación Caja Navarra dejó de cumplir con los requisitos que la normativa exigía para ser una fundación bancaria. La entidad disponía de un plazo máximo de seis meses a contar desde dicha fecha para llevar a cabo su transformación en fundación ordinaria.
El 11 de abril de 2022, adaptó sus estatutos conforme a las modificaciones legislativas que se habían llevado a cabo en Navarra en los últimos meses y adaptó su norma básica a su naturaleza jurídica tras perder su condición de fundación bancaria.
Como consecuencia de la absorción de Banca Cívica por CaixaBank, la entidad se convirtió en accionista de Caixabank con un 1% del capital. A 31 de diciembre de 2020, la fundación tenía un 0,897% de CaixaBank.

## Historia

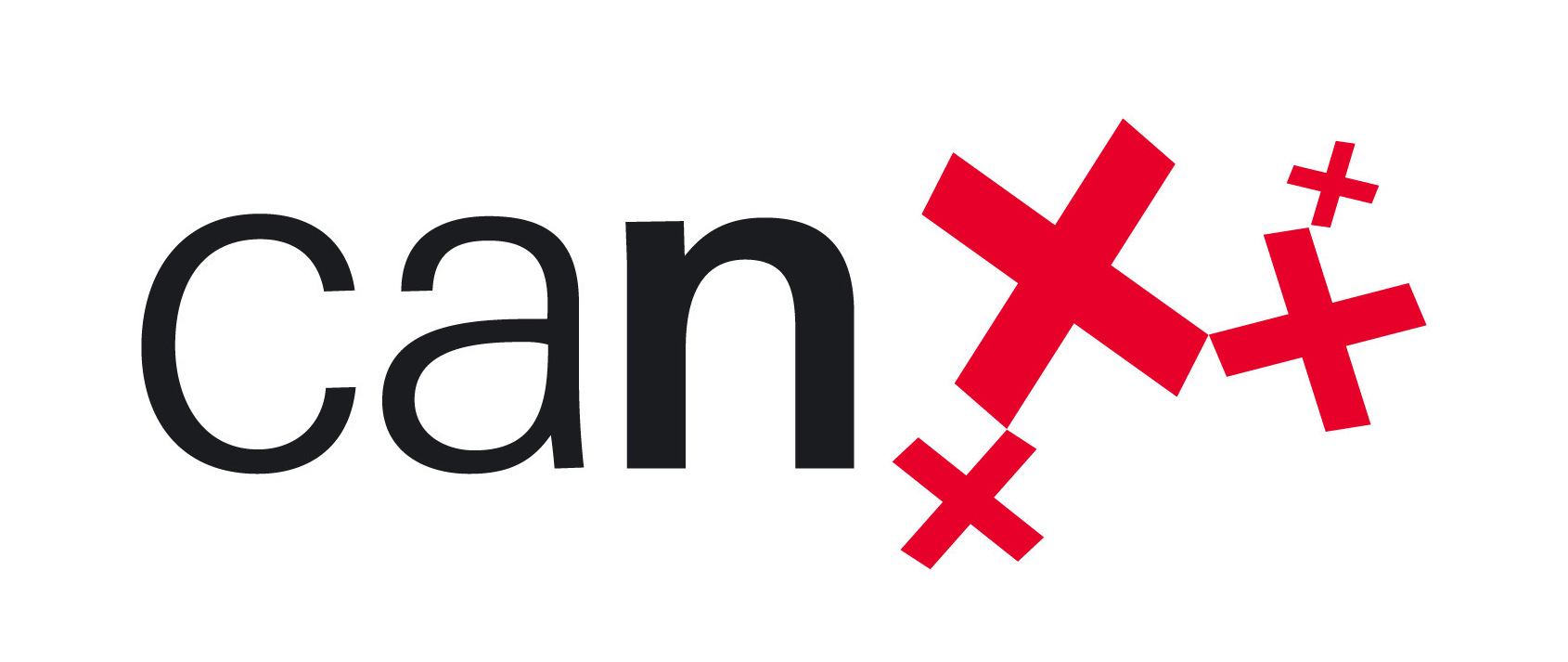
Logo de la desaparecida Caja Navarra.

Esta institución financiera se constituyó el 17 de enero de 2000 tras la fusión por absorción de Caja de Ahorros de Navarra (fundada en 1921), a la Caja de Ahorros y Monte de Piedad Municipal de Pamplona (fundada en 1872), más conocida como Caja Municipal o Caja Pamplona.
La CAN, institución de crédito de naturaleza fundacional y carácter benéfico-social, estaba bajo el protectorado público del Gobierno de Navarra y tenía como objeto contribuir al bienestar general, facilitando y fomentando la formación y capitalización del ahorro, así como la creación y sostenimiento de obras sociales y benéficas y, en general, prestar primordial atención a todo aquello que pudiera contribuir al desarrollo de la cultura y riqueza de Navarra.
En 2006 poseía oficinas en 11 provincias españolas, y en 2007 comenzó el plan de expansión por las provincias de Álava, Guipúzcoa y Vizcaya.
En noviembre de 2008, en el contexto de la crisis financiera mundial, Caja Navarra se acogió al FAAF (Fondo de Adquisición de Activos Financieros) creado por el gobierno central para apoyar las operaciones bancarias y ofrecer solvencia a los bancos, solicitando 91 millones de euros.

### Banca Cívica
En 2010 se integró mediante el mecanismo legal denominado Sistema Institucional de Protección (SIP), también llamada "fusión fría", en Banca Cívica. Esta entidad tuvo su sede en Madrid, posteriormente en Sevilla, y agrupaba determinados servicios mientras que cada caja conservaba su personalidad, marca y obra social. Banca Cívica estaba integrada además de por Caja Navarra, por CajaCanarias, Caja de Burgos y Cajasol.
Inicialmente, Caja Navarra tenía el 29,1% del capital social de Banca Cívica. Tras la salida a bolsa del nuevo banco, Caja Navarra se quedó con el 16,1%.
Banca Cívica anunció su absorción por CaixaBank el 23 de marzo de 2012. El 26 de marzo de 2012, CaixaBank aprobó la integración con Banca Cívica. Según se manifestó, la operación conformaría la entidad líder en el mercado español, con más de 14 millones de clientes y unos activos de 342.000 millones de euros y se expresó que la integración no requería ayudas públicas, ni tenía ningún coste para el resto del sector financiero. Las cajas de ahorros con participación en el capital de Banca Cívica se convertirían en accionistas de CaixaBank con un 3,4% del capital (Caja Navarra (1,0%), Cajasol (1,0%), CajaCanarias (0,7%) y Caja de Burgos (0,7%)).
El 26 de junio de 2012, CaixaBank y Banca Cívica celebraron sendas juntas generales de accionistas de carácter extraordinario para aprobar la fusión por absorción de Banca Cívica por CaixaBank.
El 3 de agosto de 2012, tuvo lugar la inscripción de la escritura de la fusión en el Registro Mercantil, produciéndose con ello la fusión por absorción de Banca Cívica por CaixaBank y la extinción de la primera.
Tras la absorción por CaixaBank, se inició un plan de restructuración que, en diversas fases, cerró diversas sucursales de la antigua Caja Navarra e implicó el despido o recolocación de sus empleados, el destino de la numerosa obra social de la antigua caja quedó mermado en Navarra y, por estas y otras razones, numerosos clientes cambiaron de entidad bancaria.
CaixaBank decidió mantener el nombre "can" junto al logotipo de la entidad catalana en las oficinas del ámbito de la Navarra; aunque a efectos prácticos, CaixaBank era la que ofrecía todos los productos y no había ninguna diferencia con cualquier otra oficina operada bajo la enseña "la Caixa". En 2015, CaixaBank suprimió la marca "can" sustituyéndola por la marca "CaixaBank".

### Transformación en fundación
Como consecuencia de perder su negocio financiero, Caja Navarra tuvo que convertirse en una fundación.
En enero de 2013, se disolvió el consejo de Caja Navarra y se nombró una gestora técnica para la nueva fundación, en cumplimiento de lo estipulado en la Ley 9/2012 de 14 de noviembre en la que se establecía la disolución directa de todos los órganos de la caja de ahorros y la baja en el registro especial de entidades de crédito a los cinco meses de haber traspasado el negocio financiero y no haberse constituido en fundación de carácter especial.
En abril de 2013, se aprobaron los nuevos estatutos de la fundación de carácter especial que se mantendría bajo el protectorado de la Comunidad Foral de Navarra.
El 18 de julio de 2013, quedó inscrita en el Registro de Fundaciones de Navarra la Fundación Caja Navarra.
El 31 de julio de 2014, tras la entrada en vigor de la Ley 26/2013, de 27 de diciembre, de cajas de ahorros y fundaciones bancarias, se transformó en una fundación bancaria.
El 3 de agosto de 2020, tras ocho años de vigencia, expiró el pacto de accionistas entre la Fundación "la Caixa" y las fundaciones resultantes de las cajas de ahorros que fundaron Banca Cívica (entre ellas la Fundación Caja Navarra), el cual permitía a estas últimas la
posibilidad de nombrar y destituir a un miembro del órgano de administración de CaixaBank. El 26 de marzo de 2021, la Fundación Caja Navarra dejó de cumplir con los requisitos que la normativa de cajas de ahorro y fundaciones bancarias exigía para ser una fundación bancaria, al haber cesado la Fundación Bancaria Caja Canarias como administradora de CaixaBank, como consecuencia de la fusión por absorción de Bankia por CaixaBank. La entidad disponía de un plazo máximo de seis meses a contar desde dicha fecha para llevar a cabo su transformación en fundación ordinaria.
El 11 de abril de 2022, adaptó sus estatutos conforme a las modificaciones legislativas que se habían llevado a cabo en Navarra en los últimos meses y adaptó su norma básica a su naturaleza jurídica tras perder su condición de fundación bancaria. El principal cambio al que se ajustaba esta modificación estatutaria era que la Fundación pasaba a regirse por la normativa foral y dejaba de ser una fundación de competencia estatal y supervisada por el Banco de España. En consonancia con los cambios normativos producidos, Fundación Caja Navarra quedaba incluida dentro del ámbito subjetivo de aplicación de la Ley Foral 5/2018, de 17 de mayo, de transparencia, acceso a la información pública y buen gobierno. Asimismo, los nuevos estatutos, recogían el compromiso de que la persona que ejerza la presidencia de la Fundación comparezca anualmente en el Parlamento de Navarra para rendir cuentas de su actividad.

## Causas judiciales
Caja Navarra se había convertido en uno de los símbolos sociológicos de Navarra y su desaparición en un proceso paulatino, tuvo un gran impacto social en el que, cada vez con mayor intensidad, surgieron críticas que plantearon que la deficiente gestión había provocado este colapso. Numerosas informaciones periodísticas se hacían eco, cada vez más, de situaciones que indignaban, referidas a supuestas malas prácticas, derroche, sueldos millonarios, centrándose en su director Enrique Goñi y en los cargos políticos que se entendía que habían colaborado en esta desaparición.
En 2013, la asociación Kontuz, entre otros, denunció penalmente irregularidades, implicando directamente a Enrique Goñi y al expresidente de la Comunidad Foral, Miguel Sanz Sesma en la gestión de la caja. La denuncia se tramitó inicialmente a través del Juzgado de Instrucción n.º 3 de Pamplona que, debido a la naturaleza del asunto, se inhibió en parte del mismo. La Audiencia Nacional investigaría por posible caso de corrupción la fusión de Caja Navarra, Caja Burgos, Caja Canarias y Caja Sol, y la salida a bolsa de Banca Cívica resultado de la fusión.
Por dos veces, la jueza instructora de Pamplona requirió que la Guardia Civil requisara documentación de la sede navarra de la entidad ante las excusas dilatorias que se daban a sus requerimientos judiciales.[cita requerida]
El llamado «caso Caja Navarra» fue en parte la causa de la dimisión del congresista popular Santiago Cervera, quien —según su versión— tras recibir un correo electrónico anónimo recogió un sobre que debía contener información sobre la corrupción de la CAN. El denunciante de dicha operación fue José Antonio Asiáin, presidente de Caja Navarra, quien supuestamente también recibió un anónimo que le conminaba a dejar dinero en dicho sobre a cambio de que el anónimo no revelara corrupciones de la entidad. Tras la denuncia, agentes de policía detuvieron al diputado en el lugar donde Asiáin debía dejar el sobre con dinero (en una rendija de la antigua muralla que rodea parte de la ciudad).[cita requerida]
La repercusión mediática aumentó al filtrarse informaciones sobre el cobro de dietas de miles de euros por reuniones sin contenido por los principales cargos políticos navarros, por el hecho de Diego Asiain Valdelomar, siendo el hijo del presidente de Caja Navarra, José Antonio Asiáin, percibiera grandes cantidades de dinero por sus actuaciones como letrado de la entidad, las ventajas para clientes VIP, que incluían paseos en helicóptero en París, la venta de su sede a clientes preferentes entre los que se incluían altos dirigentes políticos, etc.[cita requerida]
En abril de 2013, fueron imputados el expresidente navarro, Miguel Sanz; el alcalde de Pamplona, Enrique Maya; y el exconsejero foral de Economía Álvaro Miranda por un presunto delito de cohecho en el cobro de dietas de Caja Navarra. En mayo de 2013, se sumó a la lista de imputados el exdirector de Caja Navarra Enrique Goñi.
En octubre de 2013, la titular del Juzgado de Instrucción número 3 de Pamplona, Mari Paz Benito, acordó el archivo definitivo de toda la causa del caso Caja Navarra (CAN), incluidas las partes relativas a la concesión de créditos a familiares de cargos de la antigua entidad financiera y la manipulación de actas.
En enero de 2015, el Parlamento de Navarra aprobó la propuesta de creación de una comisión sobre Caja Navarra, con el apoyo de todos grupos de la cámara con excepción del entonces partido gobernante, UPN. Dos meses después, dicha comisión terminó sin acuerdo ni conclusiones, ya que el pleno del Parlamento de Navarra rechazó el dictamen de la comisión de investigación sobre la extinción de la entidad.
El periodista pamplonés Joxerra Senar ha profundizado en la investigación de estos escándalos financieros, sobre los que ha escrito su libro CAN: y aquí no ha pasado nada.

## Actividades

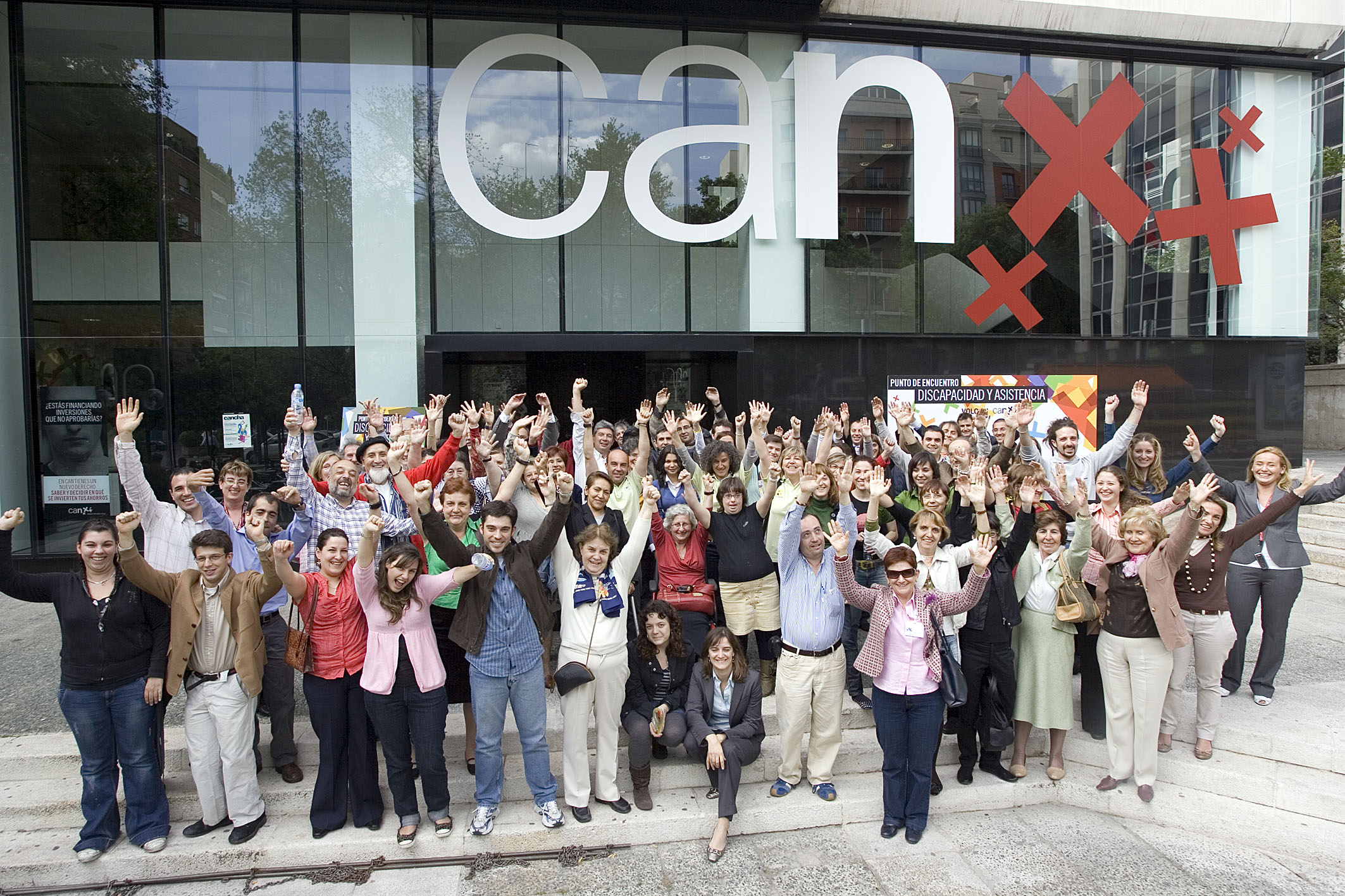
Punto de encuentro de voluntariado en Madrid.

Caja Navarra inició en 2007 un novedoso proyecto comercial, tras su cambio de imagen y su expansión fuera de Navarra, denominado "Banca Cívica", que consistía en comunicar a sus clientes cuánto dinero ganaba con cada uno de ellos, y eran los clientes los que decidían el destino social de parte de ese beneficio. Concebía la "Banca Cívica" como un modelo de banca diferente que consistía en ampliar las posibilidades de participación de los clientes. A través de la creación de "Comunidades" trataba de responder a intereses sociales y movilizar a los ciudadanos para crecer. Tras la absorción por parte de CaixaBank, ha desaparecido completamente esta filosofía.
La entidad destinaba a financiar proyectos sociales alrededor de un tercio de su beneficio. En 2008 fueron 52,2 millones de euros. Una de las decisiones más importantes e innovadoras de la caja fue ceder a sus clientes la opción de elegir a qué ONG y a qué proyecto social concreto entregaba su parte del beneficio generado. Además, creó una blogosfera de proyectos sociales (Comunidad de Banca Cívica), en la que cada asociación podía contar cómo se estaba desarrollando el proyecto que habían apoyado los clientes de CAN. También puso en marcha un servicio de voluntariado (Volcán) para poner en contacto a esas asociaciones con los ciudadanos.
Su proyecto de "Cuenta Cívica" incidía en dar pasos fundamentales en materia de transparencia e información para sus clientes. Se afirmaba que era la única del mundo que informaba a cada cliente de cuánto dinero ganaba con él cada año y de cuánto estaba entregando al proyecto social elegido. También les informaba de qué financiaba con el dinero de cuentas y depósitos, y les permitía elegir a qué tipo de préstamos deseaban que se dedicara el dinero.
Caja Navarra pretendía que sus oficinas fueran espacios de encuentro disponibles para el barrio. Por eso las prestaba para reuniones de vecinos, de asociaciones, e invitaba a clientes y no clientes a acudir a actividades lúdicas y culturales que se celebraban cada semana. Habilitó también centros gratuitos (canchas) provistos de ordenadores con acceso a Internet, prensa, libros, café y zona infantil, todo gratuito. Tras la absorción por parte de CaixaBank, se han dejado de ofrecer esos servicios convirtiéndose en unas oficinas más de "la Caixa".
Destacaba además el programa "Eurecan" de apoyo a proyectos de emprendedores, con un premio internacional de 90.000 euros; sus políticas de apoyo ("Pluralcan") a las mujeres empresarias y directivas; y su estrategia social, que le reportó diversos premios y reconocimientos.